# Codex Alimentarius
O Codex Alimentarius (expressão em latim que significa "código alimentar", ou "livro sobre alimentos") é uma coletânea de padrões reconhecidos internacionalmente, códigos de conduta, orientações e outras recomendações relativas a alimentos, produção de alimentos e segurança alimentar. Seu nome deriva do Codex Alimentarius Austriacus. Seus textos são desenvolvidos e mantidos pela Codex Alimentarius Comission, uma comissão estabelecida em 1963 pela Organização das Nações Unidas para a Alimentação e a Agricultura (FAO) da Organização das Nações Unidas e a Organização Mundial da Saúde (OMS). O Codex Alimentarius é reconhecido pela Organização Mundial do Comércio como um ponto de referência internacional para a solução de disputas sobre segurança alimentar e proteção do consumidor.

## Área de atuação
O Codex Alimentarius oficialmente cobre todos alimentos, quer processados, semi-processados ou in natura, mas grande parte da atenção tem sido dada a alimentos que são anunciados diretamente aos consumidores. Além dos padrões para alimentos específicos, o Codex Alimentarius contém padrões gerais cobrindo assuntos como o rótulo de alimentos, a higiene alimentar, aditivos alimentares e resíduos de pesticidas, e procedimentos de avaliação da segurança de alimentos derivados da biotecnologia moderna. Também contém orientações para o tratamento de sistemas de inspeção e certificação alimentar oficiais na importação e exportação.
O Codex Alimentarius é publicado em língua árabe, chinesa, inglesa, francesa e espanhola. Nem todos os textos estão disponíveis em todas as línguas.

## Textos gerais
- Rótulos de alimentos (padrão geral, orientações sobre a rotulagem da composição nutritiva, orientações sobre as afirmações sobre o alimento em rótulos)
- Aditivos para alimentos (padrão geral incluindo usos autorizados, especificações para químicos para alimentos)
- Contaminações em alimentos (padrão geral, tolerâncias para contaminantes específicos incluindo radioisótopos, aflavotoxinas e micotoxinas)
- Resíduos de pesticidas e produtos químicos veterinários (limites máximos para os resíduos)
- Procedimentos de avaliação de riscos para a determinação da segurança para os alimentos derivados da biotecnologia (alimentos trangênicos, organismos transgênicos, e alérgenos).
- Higiene alimentar (princípios geral, códigos de prática higiênica em indústrias específicas ou estabelecimentos de manipulação de alimentos, orientação para o uso do sistema de Análise de Perigos e Pontos Críticos de Controle - "HACCP" na sigla em inglês)
- Métodos de análises e amostragem

## Padrões específicos
- Derivados de carne (carne fresca, processada e aves)
- Peixes e pescados (marinhos, de água doce e aquacultura)
- Leite e derivados
- Alimentos para usos dietários especiais (incluindo alimentos infantis e para bebês)
- Vegetais, frutas e suco de frutas frescos e processados
- Cereais e derivados, e legumes secos
- Gorduras, óleos e produtos derivados, como margarinas
- Produtos alimentícios diversos (chocolate, açúcar, mel, água mineral)

## Controvérsia
De acordo com o Manifesto sobre o Futuro do Alimento, o Codex Alimentarius "codifica políticas feitas para servir aos interesses do agronegócio global acima de outros, ao mesmo tempo que ativamente mina os direitos dos fazendeiros e consumidores".
A controvérsia sobre o Codex Alimentarius está relacionada a uma percepção de que seja um padrão mandatório para a segurança de alimentos - incluindo vitaminas e suplementos minerais. Defensores do Codex Alimentarius afirmam que ele é um padrão de referência para alimentos voluntário e que não há obrigatoriedade para os países adotar os padrões do Codex como membros do Codex ou qualquer outra organização internacional de comércio. Do ponto de vista de seus oponentes, entretanto, uma das principais razões de preocupação é que o Codex Alimentarius é reconhecido pela Organização Mundial do Comércio como um padrão de referência internacional para a solução de disputas sobre segurança alimentar e proteção do consumidor. Proponentes alegam que o uso do codex Alimentarius durante disputas internacional não exclui o uso de outras referências ou estudos científicos como provas da segurança dos alimentos e proteção do consumidor.
Há o registro que em 1996 a delegação alemã apresentou uma proposta segundo a qual nenhuma erva, vitamina ou mineral deve ser vendido por razões terapêuticas ou preventivas, e que os suplementos devem ser reclassificados como drogas. A proposta foi aceita, mas os protestos suspenderam sua implementação. A 28ª Sessão da Comissão do Codex Alimentarius foi reunida em 4 de julho de 2005. Entre os vários temas discutidos estava "Orientações para Vitaminas e Suplementos Alimentares", que foram adotados durante o encontro como uma nova orientação global de segurança. Este texto tem sido objeto de considerável controvérsia, em parte por que muitos países membros podem escolher regular os suplementos alimentares como produtos terapêuticos ou fármacos ou em outra categoria. O texto não tenta banir suplementos, mas sujeitá-los a certos padrões de rotulagem e embalagem, determina os critérios para os níveis de dosagem mínimo e máximo, e exige que a segurança e eficácia sejam consideradas na determinação da fonte dos ingredientes. A FAO e OMS declararam que as orientações existem para "impedir que os consumidores tenham overdoses de vitaminas ou suplementos alimetares minerais". A Comissão do Codex Alimentarius declarou que as orientações pedem por "rotulagens que contenham informações sobre os níveis máximos de consumo das vitaminas e suplementos alimentares minerais". A OMS também disse que as orientações "asseguram que os consumidores receberão das vitaminas e complementos alimentares minerais efeitos benéficos à saúde".
Tem sido encontradas similaridades entre a Diretiva de Suplementos Alimentares dos Estados Unidos e as Orientações do Codex Alimentarius para Vitaminas e Suplementos Minerais.
O republicano texano Ron Paul disse que a Central American Free Trade Agreement (Acordo de Comércio Livre da América Central) "aumenta a possibilidade de que as regulações do Codex venham a ser impostos ao público americano".
Mais controvérsias tem sido expressas por proponentes da agricultura e sistemas alimentares ecológica e socialmente sustentáveis, como o movimento  Slow Food, que vê o Codex Alimentarius como contrário a seus objetivos. Assim como alertas vigorosos contra o Codex feitos, por exemplo, por Rima Laibow. 

## Codex Alimentarius (banda)
Banda carioca de humor